# Ny Orionis
Ny Orionis (ν Orionis, förkortat Ny Ori, ν Ori) som är stjärnans Bayer-beteckning, är en dubbelstjärna belägen i den norra delen av stjärnbilden Orion och ska inte förväxlas med den variabla stjärnan NU Orionis. Den har en skenbar magnitud på 4,42 och är synlig för blotta ögat där ljusföroreningar ej förekommer. Baserat på parallaxmätning inom Hipparcosuppdraget på ca 6,3 mas, beräknas den befinna sig på ett avstånd på ca 520 ljusår (ca 158 parsek) från solen.

## Egenskaper
Primärstjärnan Ny Orionis A är en blå till vit stjärna i huvudserien av spektralklass B3 V, eller en underjättestjärna av spektralklass B3 IV. Den har en massa som är ca 6,7 gånger större än solens massa, en radie som är ca 4,3 gånger större än solens och utsänder från dess fotosfär knappt 2 000 gånger mera energi än solen vid en effektiv temperatur av ca 17 900 K.
Ny Orionis är en enkelsidig spektroskopisk dubbelstjärna, vilket innebär att endast absorptionslinjernas egenskaper hos en av stjärnorna kan särskiljas. De kretsar kring varandra med en omloppsperiod på 131,2 dygn med en excentricitet av 0,64.